# Rosporden
Rosporden je naselje in občina v severozahodnem francoskem departmaju Finistère regije Bretanje. Naselje je leta 2008 imelo 7.026 prebivalcev.

## Geografija
Kraj leži v pokrajini Cornouaille ob reki Aven, 20 km vzhodno od Quimperja.

## Uprava
Leta 1975 je bilo občini Rosporden priključeno ozemlje do tedaj samostojne občine Kernevel (kanton Bannalec). Rosporden je sedež istoimenskega kantona, v katerega so poleg njegove vključene še občine Elliant / Eliant, Saint-Yvi / Sant-Ivi in Tourch / Tourc'h z 12.384 prebivalci.
Kanton Rosporden je sestavni del okrožja Quimper.

## Zanimivosti
- župnijska cerkev sv. Ilja in Kolumbana, Kernevel,
- cerkev Notre-Dame, Rosporden.